# Ängelholm (comune)
Ängelholm è un comune svedese di 42 595 abitanti, situato nella contea di Scania. Il suo capoluogo è la cittadina omonima.

## Società

### Evoluzione demografica
Abitanti censiti:
Abitanti censitiAnno010.00020.00030.00040.00050.000197019801990200020102020Popolazione

## Località
Nel territorio comunale sono comprese le seguenti aree urbane (tätort):
| # | Località            | Popolazione |
| - | ------------------- | ----------- |
| 1 | Ängelholm           | 22 533      |
| 2 | Munka-Ljungby       | 2 877       |
| 3 | Vejbystrand (parte) | 2 764       |
| 4 | Strövelstorp        | 1 012       |
| 5 | Hjärnarp            | 871         |
| 6 | Skepparkroken       | 705         |
| 7 | Svenstorp           | 238         |
| 8 | Margretetorp        | 211         |
| 9 | Höja                | 200         |

## Amministrazione

### Gemellaggi
- Høje-Taastrup
- Maaninka
- Dobele
- Kamen